# Stylidium rhipidium
Stylidium rhipidium är en tvåhjärtbladig växtart som beskrevs av R. Erickson och J. H. Willis. Stylidium rhipidium ingår i släktet Stylidium och familjen Stylidiaceae. Inga underarter finns listade i Catalogue of Life.